# 福元大橋西駅
福元大橋西駅（ふくげんおおはしにしえき）は、中華人民共和国湖南省長沙市岳麓区にある長沙地下鉄4号線の駅である。

## 歴史
2015年7月13日に建設が開始され、2019年5月26日に開通した。

## 駅構造
- 島式ホーム1面

## 駅周辺
- 岳鞍閣公園
- 福元路大橋